# Tovomita trojitana
Tovomita trojitana är en tvåhjärtbladig växtart som beskrevs av José Cuatrecasas. Tovomita trojitana ingår i släktet Tovomita och familjen Clusiaceae. Inga underarter finns listade i Catalogue of Life.